# Darren Lill
Darren Lill (né le 20 août 1982 à Grahamstown) est un coureur cycliste sud-adricain.

## Biographie
À la fin de la saison 2008, son contrat n'est pas renouvelé avec BMC Racing.

## Palmarès
- 2003
  - 1re étape du Tour du Cap
  - 2e du Tour du Cap
- 2005
  - 94.7 Challenge
- 2006
  -  Champion d'Afrique sur route
  - 2e du championnat d'Afrique du Sud sur route
- 2007
  - 5e étape de la Mount Hood Classic
  - Nevada City Classic
- 2008
  - 3e étape de la Mount Hood Classic
  - 2e de la Mount Hood Classic
  - 2e de la Cascade Classic
- 2009
  - Tour de Bisbee :
    - Classement général
    - 1re étape

  - 2e étape du Tour de l'Utah
  - 2e du Tour de l'Utah
- 2010
  - Tour de Bisbee :
    - Classement général
    - 2e étape

  - 5e étape du Tour de la Gila
  - 3e de la Cascade Classic
- 2011
  -  Champion d'Afrique du Sud sur route
  -  Médaillé d'or du contre-la-montre par équipes aux Jeux africains (avec Jay Thomson, Nolan Hoffman et Reinardt Janse van Rensburg)
  - 6e étape du Tour d'Afrique du Sud
  - 2e du championnat d'Afrique du Sud de poursuite par équipes
  -  Médaillé d'argent du contre-la-montre aux Jeux africains
  - 3e du championnat d'Afrique du Sud du contre-la-montre
- 2012
  - Tour du Rwanda :
    - Classement général
    - 3e et 7e étapes

## Classements mondiaux
| Année            | 2006 | 2007 | 2008 | 2009 | 2010 | 2011 | 2012  | 2013 | 2014 |
| ---------------- | ---- | ---- | ---- | ---- | ---- | ---- | ----- | ---- | ---- |
| UCI Africa Tour  | 10e  | 14e  |      |      |      | 24e  | 121e  | 23e  | 119e |
| UCI America Tour |      |      | 229e | 185e |      |      |       |      |      |
| UCI Asia Tour    | 86e  |      |      |      |      |      |       |      |      |
| UCI Europe Tour  |      |      |      |      |      |      | 1067e |      |      |